# Gulon
Gulon is een bestuurslaag in het regentschap Magelang van de provincie Midden-Java, Indonesië. Gulon telt 7963 inwoners (volkstelling 2010).